# ドイッチュラント級戦艦
ドイッチュラント級戦艦（Deutschland - Klasse）は、ブラウンシュヴァイク級戦艦に引き続き、ドイツ帝国海軍が第一次世界大戦前に竣工させた最後の準弩級戦艦の艦級である。

## 艦形について

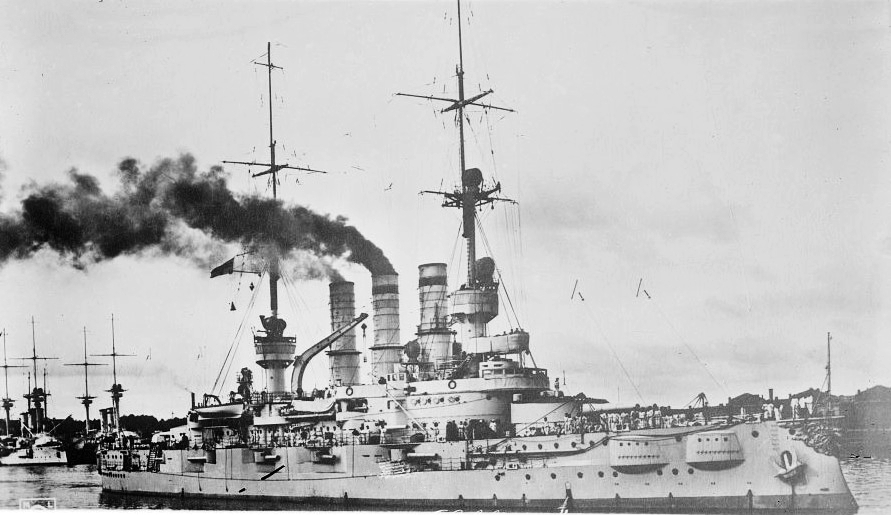
本級の竣工後の艦影がわかる写真。写真は「シュレージェン」。

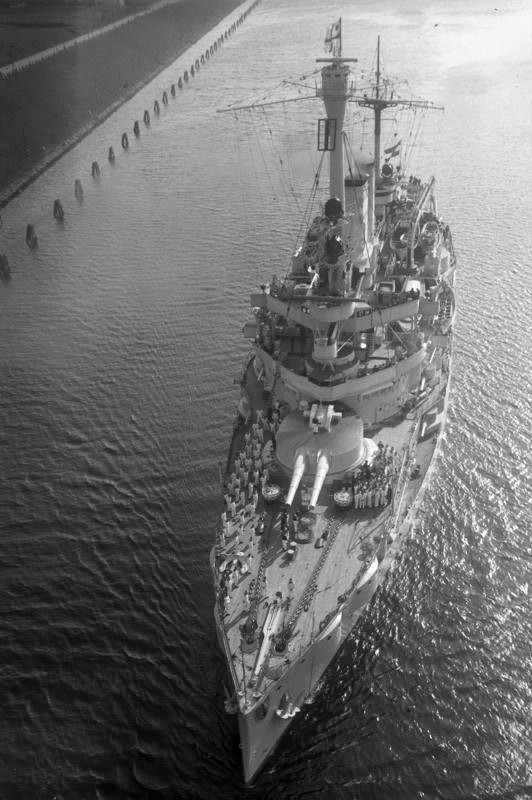
上方から撮影された近代化改装後の「シュレスヴィヒ・ホルシュタイン」。

前級の「武装過多のせいで外洋航行時の安定性が悪い」という欠点を改善するために、艦橋構造の簡略化と副砲塔の全廃を行っている。
本級の船体は平甲板型船体で、艦首水面下には衝角（ラム）が付き、その下部には弩級艦にも受け継がれる水中魚雷発射管がある。艦首甲板上に1番主砲塔を1基、装甲司令塔を組み込んだ操舵艦橋の背後にはミリタリー・マストが立つ。船体中央部には等間隔に並んだ3本煙突が立ち並び、その後方は艦載艇置き場となっており3番煙突の両脇に艦載艇揚収用のグース・ネック（鴨の首）型クレーンが片舷に1基ずつの計2基により運用された。艦載艇置き場の後方に後部ミリタリー・マストと後部艦橋、後向きに2番主砲塔が配置された。艦尾には艦長室が設けられた。水線下は16の区画に分けられ、前級よりも強化された。
副砲配置は前級は砲塔形式とケースメイト配置の混合であったが、本級は重量軽減の目的で全て舷側ケースメイト（砲郭）配置となった。配置は上部構造物の四隅に1基ずつと最上甲板の下方にケースメイト配置で放射線状に片舷5基ずつの計14基を配置した。これは被弾時に火力の喪失を最小限に抑える工夫であった。他に対水雷艇迎撃用に8.8cm単装速射砲を舷側に張り出しを設けて艦首側に片舷2基ずつと艦尾側に片舷2基ずつを配置、上部構造物状に片舷8基を配置し合計24基を配置した。この武装配置により前後方向に最大で28cm砲2門・17cm砲4門・8.8cm砲6門、左右方向に最大で28cm砲4門・17cm砲7門・8.8cm砲12門が指向できた。この時代でもドイツ海軍は横列陣での火力数にこだわっていたため、首尾線火力を重視していた。

## 主砲、その他の備砲等

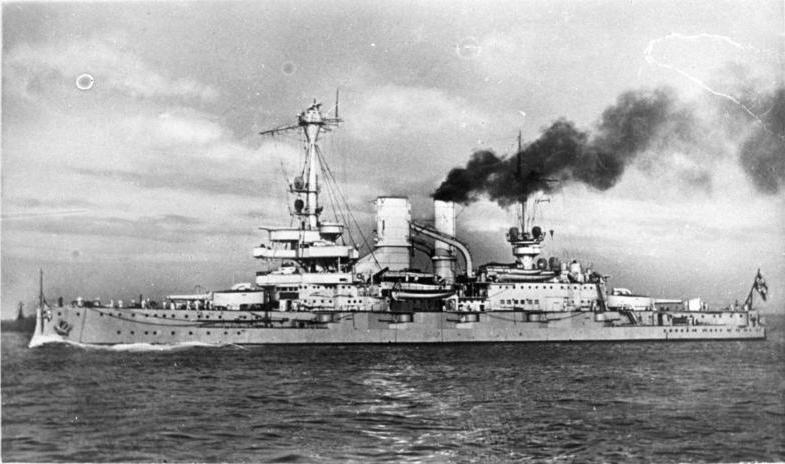
写真は近代化改装後の「シュレスヴィヒ・ホルシュタイン」。

本級の主砲には前級に引き続き「1904年型 28cm（40口径）砲」を採用した。その性能は重量240kgの砲弾を最大仰角30度で18,830mまで届かせることが出来る。この砲を前級と同じく連装砲塔に収めた。この主砲塔は自由装填方式を採用しており、どの角度からでも装填が出来た。主砲身の俯仰・砲塔の旋回は主に電力と水圧で行われ、揚弾薬機は電動式である。補助に人力を必要とした。砲身の俯仰能力は仰角30度・俯角4度である。各砲塔の旋回角度は船体首尾線方向を0度として左右125度の旋回角度を持つ。発射速度は毎分2発。
副砲も前級に引き続き「1904年型 17cm（40口径）速射砲」を採用した。17cmと言う口径は当時の列強主力艦において、主砲の能力を補う目的で副砲に装甲巡洋艦の主砲クラスの砲を搭載する事が流行ったことに倣ったものである。その性能は重量62.8kgの砲弾を最大仰角22度で14,500mまで届かせることが出来たが、第一次大戦後に仰角はそのままに装薬を改良して最大射程は22,000mまで伸ばされた。単装砲架で砲身の俯仰能力は仰角22度・俯角5度で、旋回角度は左右160度の旋回角度を持っていた。
他に対水雷艇用に8.8cm（40口径）速射砲を単装砲架で24門（後に艦首尾部の8門を撤去して16門に）、45cm水中魚雷発射管を艦首側に1基、艦尾側に並列で2基の計3基を装備した。

## 艦体
艦体は艦首が斜めになった分の重量を軽減できるカットオフ方式を採用し、舵は主舵だけである。防御方式は全体防御方式を採用しており、艦首尾部までの舷側全体にまで装甲が張られた。水線中央部の1番主砲塔から2番主砲塔の間までが240mmであった。また、水線上部の中央舷側部と副砲のケースメイト部にも170mmの装甲が張られており重防御であった。主甲板は舷側装甲と接続した傾斜部は67mmで平坦部は40mm程度であった。主砲塔の前盾は300mm、バーベット部が280mmであった。水線部装甲から下の水密隔壁は1層構造で艦底部まで続いており、二重底と接続された。

## 機関
ドイッチュラントのみ海軍式水管缶8個＋円缶6個でこれに三段膨張式レシプロ機関3基3軸推進とした。公試において24時間自然通風航走状態で出力11,370ps、速力17.1ノット、6時間全力強制通風状態で出力16,950ps、速力18.54ノットを発揮し、速力10ノットで航続距離は4,850海里と計算された。
ドイッチュラント以後の他4隻は海軍式水管缶12個に同三段膨張式レシプロ機関3基で3軸推進に変更され、出力20,000psで速力18ノットを発揮し、航続距離も速力12ノットで4,850海里と計算された。

## 艦歴

### 第一次世界大戦

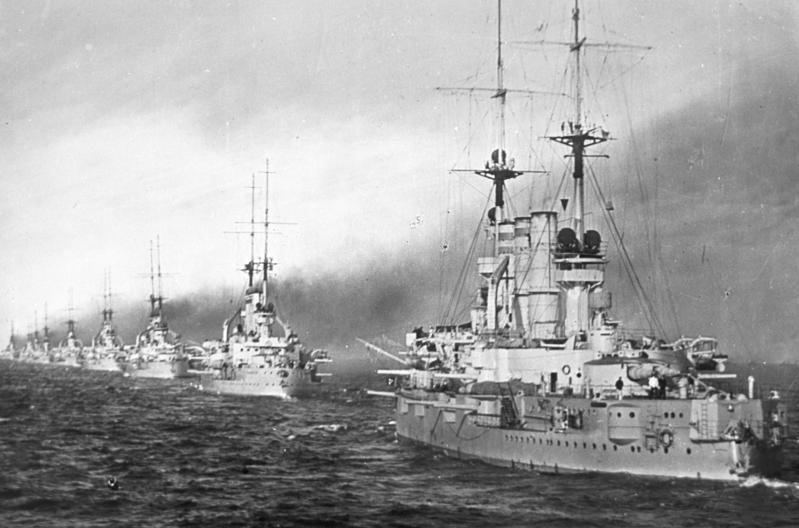
縦列陣で艦隊行動をとる本級。

本級5隻は第一次大戦直前の1906年から1908年にかけて相次いで竣工したが、この時既に英国で弩級戦艦「ドレッドノート」が竣工しており、すでに弩級戦艦の時代が始まっていた。本級は完成した時点ですでに旧式化しており、史上最大と言われる海戦の一つ、1916年5月31日～6月1日の第一次ユトランド沖海戦にもドイッチュラント級の出番はなかった。

### 第一次世界大戦後の状況
ドイッチュラント級はその後、1917年8月には戦艦としての任務を解除されてしまった。その後、皇帝ヴィルヘルム2世がオランダに亡命してドイツ帝国は瓦解した後、第一次世界大戦の終結後にヴェルサイユ条約により体制下でヴァイマル・ドイツ共和国海軍にて保有を認められた戦艦は準弩級戦艦の6隻のみで、ドイッチュラント級は戦艦籍に復帰して、新生ドイツ海軍の中心となったが、戦間期ということもあって目立った活躍はなかった。ちなみに、ドイッチュラントは1917年に兵装を撤去され、宿泊艦に類別されたまま軍艦籍には戻れず、状態不良であったため1922年にヴィルヘルムスハーフェンにて解体された。

### 小改装

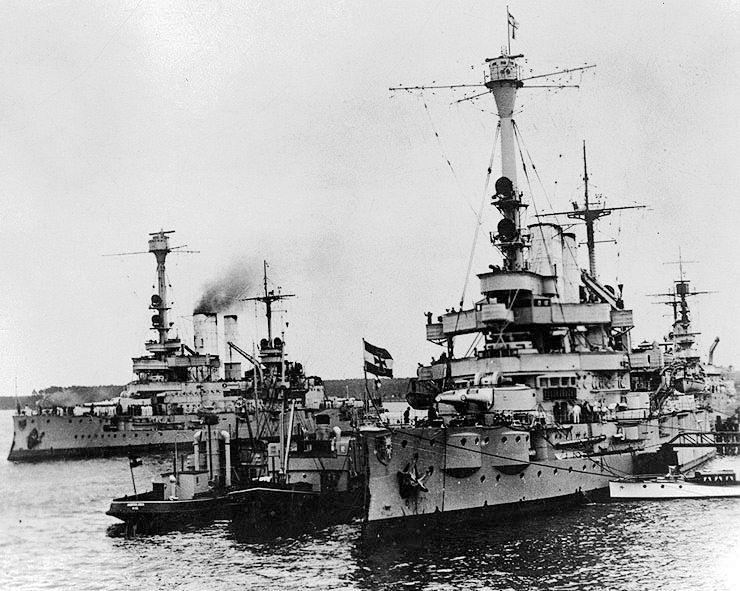
近代改装後のシュレジェンとシュレスヴィヒ・ホルシュタイン

残りの「ハノーファー」「シュレジェン」「シュレスヴィヒ・ホルシュタイン」は乏しい海軍予算から1930年代に近代化改修工事を実施し、数々の改良・改修が加えられた。
他国のように主砲仰角の引き上げ等は行われず、天蓋部に測距儀を載せるにとどまる。司令塔を組み込んだ操舵艦橋のフラット部分は拡大されて三層構造となり、円柱状のミリタリー・マストは軽巡洋艦「エムデン」に酷似した頂上部の10.5m測距儀を持つ測距室のすぐ下に前方の桁が長いX字型のヤードが伸びる。その下の主脚は縦に二段の探照燈台を設けた強固な単脚型へと更新された。煙突は煤煙が艦橋に逆流するのを防ぐために1番煙突と2番煙突の煙路を結合して2本煙突となった。後部ミリタリーマストは背を低くされた。

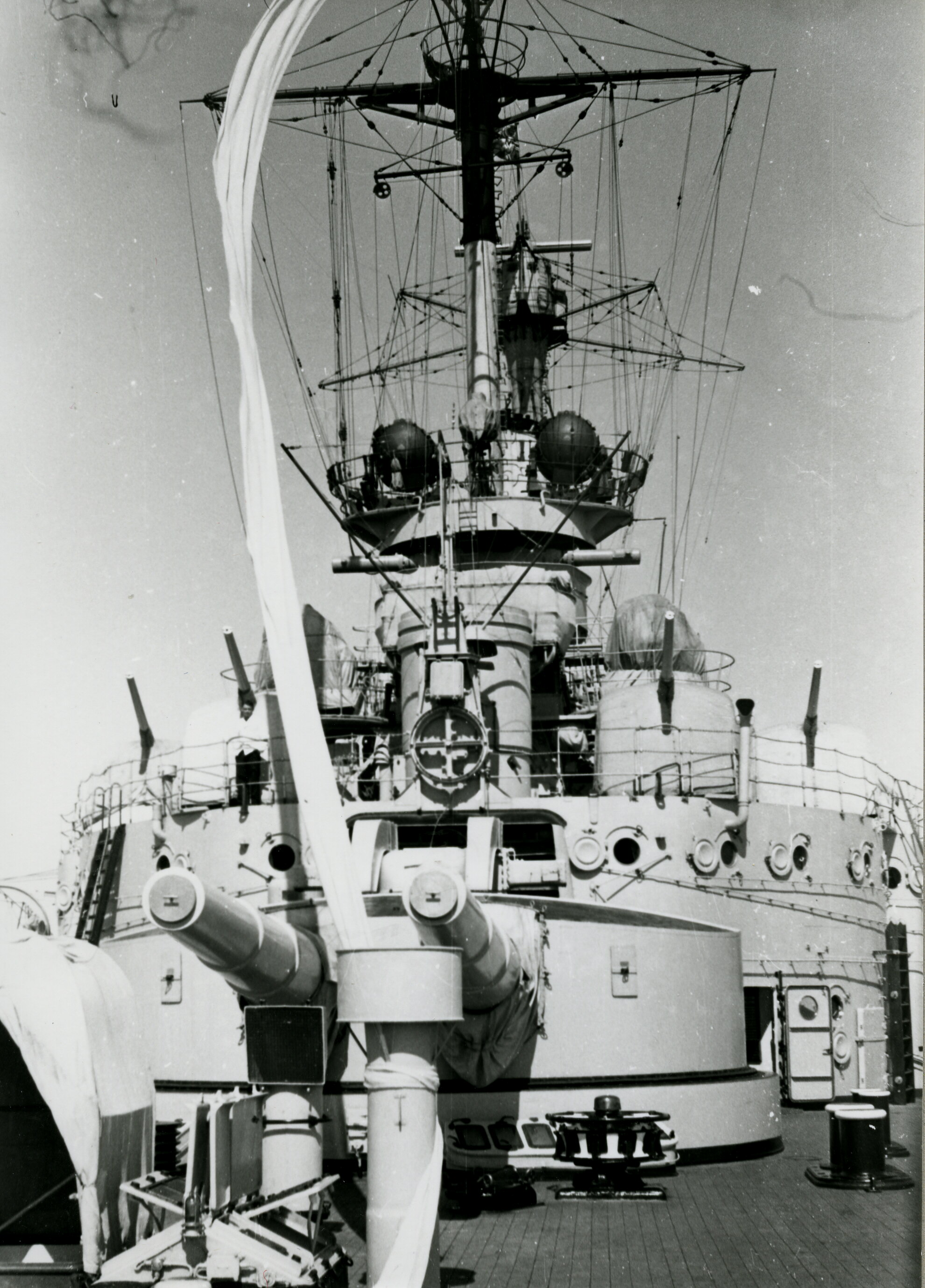
艦尾から撮られた「シュレージェン」。増設された8.8cm高角砲がよく判る写真。

副砲はハノーファーのみ従来の17cm単装速射砲を装備し、シュレジェン、シュレスヴィヒ・ホルシュタインからは軽巡洋艦にも採用されている15cm単装砲14門に換装された。8.8cm単装砲は脅威が駆逐艦から航空機に移った為に対空高角砲4門を後檣基部に片舷2門ずつ計4門据付けた（後に1940年代に防空任務を担った時は20門になった）。他に前部上甲板に50cm連装水上魚雷発射管を両舷に1基ずつ装備した。
そしてヒトラー政権の再軍備宣言と共に新鋭艦艇の建造が開始され、ハノーファーとシュレスヴィヒ・ホルシュタインはシュレジェンと共に練習艦となった。

### 第二次世界大戦

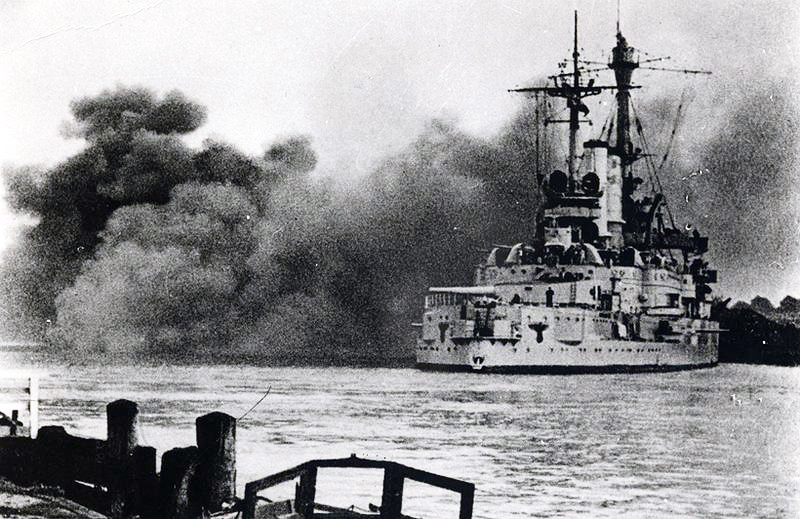
艦砲射撃を行う「シュレスヴィヒ・ホルシュタイン」。

1939年9月1日の朝午前4時45分、自由都市ダンツィヒに進出していたシュレスヴィヒ・ホルシュタインは、ヴェステルプラッテ要塞に砲撃を加えて第二次世界大戦の火蓋を切った。9月末にはシュレジェンも加わり、両艦でヘル半島のポーランド軍陣地への砲撃を行った。1940年のヴェーザー演習作戦では、両艦は掃海艇の護衛や陸軍部隊の輸送にあたった。
以後両艦は宿泊船としてゴーテンハーフェンに繋留されたが、しばしばバルト海にて練習艦として活動し、一時的に機雷敷設作業の援護にも従事した。大戦末期、シュレスヴィヒ・ホルシュタインは空襲により、シュレジェンは触雷によりそれぞれ損傷し、前者は1945年3月21日、後者は1945年5月4日に爆破により自沈処分となった。
ハノーファーは標的艦に改造することも計画されたが実行はされず、爆弾の爆発実験に使用されたりした。1944年5月から1946年10月の間にブレーマーハーフェンで解体された。

## 同型艦
- ドイッチュラント Deutschland
- ハノーファー（ドイツ語版） Hannover
- ポンメルン Pommern
- シュレジェン Schlesien
- シュレスヴィヒ・ホルシュタイン Schleswig-Holstein